# 社尺別駅
（社）尺別駅もしくは社尺別駅（しゃしゃくべつえき）は、北海道白糠郡（現・釧路市）音別町字尺別に存在した、雄別炭礦尺別鉄道線の駅である。同線の廃止とともに廃駅となった。

## 概要
尺別炭礦の軽便運炭軌道に代わる専用鉄道の敷設に伴って設置された、国鉄尺別駅との旅客連絡駅。専用鉄道の頃は尺別炭礦関係の旅客及び小荷物の利用に限られ、一般に開放されたのは1962年（昭和37年）に地方鉄道へ移行してからであった。地方鉄道への移行も、沿線の林産物や農産物などの一般貨物の取扱を企図したもので、旅客の連絡運輸は行われなかった。
軽便運炭軌道時代に国鉄尺別駅に隣接して敷かれた尺別炭礦用の側線（分岐線）上で一般を除く関係者の旅客乗降も行われていたため、そこを通称「岐線（駅）」（ぎせん）と呼んでいたが、専用鉄道に移行して位置も少し離れた場所となった当駅も、通称では「岐線」と呼ばれた。
また、尺別鉄道線の起点は国鉄尺別駅裏の尺別炭礦の側線中央にあり、当駅は基点から0.260 km付近に位置した。国鉄尺別駅裏の尺別炭礦の側線は国鉄側の財産に編入されており、財産分界点が国鉄尺別駅場内信号機の位置（尺別鉄道線起点から0.181 kmの地点）に設けられていた。
国鉄尺別駅と当駅との間の旅客の連絡は、直別方の踏切を越えて駅裏へ向かう少し遠回りな経路で、舗装もされていなかったため、特に冬期や雨天時の乗換に不自由した。このため1958年（昭和33年）に国鉄尺別駅の共同使用の提案が社内であったが、結局実行に移されなかった。

## 歴史
- 1942年（昭和17年）11月3日：尺別炭礦専用鉄道の駅として開業（旅客駅、起点0.261 km地点）。
- 1952年（昭和27年）3月4日：十勝沖地震により駅舎損壊。
- （時期不明）：駅舎改築。
- 1962年（昭和37年）1月1日：地方鉄道の尺別鉄道の駅となる。
- 1970年（昭和45年）4月16日：鉄道廃止により廃駅。

## 駅構造
土盛の単式ホーム1面を新尺別に向かって左側に有し、駅裏側に機回し線を有していた。ホーム上に当初は15坪、十勝沖地震後の改築後は25坪の小屋風の駅舎が設置されていた。

## 隣の駅
雄別炭礦
尺別鉄道線
尺別駅 - 社尺別駅 - 八幡前駅